# 24 Hours of Spa 2011
24 Hours of Spa 2011 – 24-godzinny wyścig samochodowy na torze Circuit de Spa-Francorchamps w miejscowości Stavelot w Belgii. Zawody odbyły się w dniach 30–31 lipca 2011.

## Wyniki zawodów

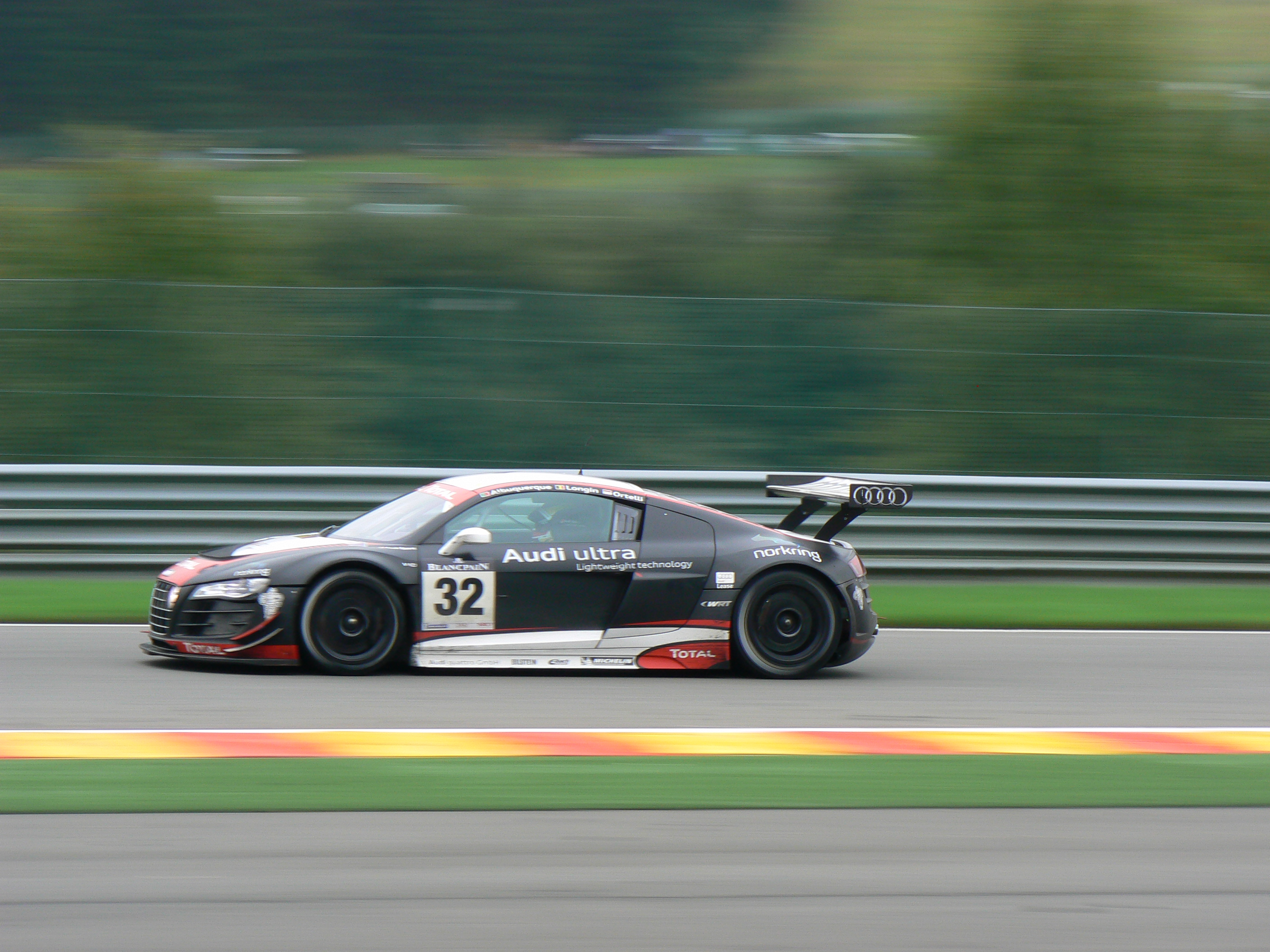
Audi R8 LMS podczas wyścigu

| Poz.   | Klasa      | Nr  | Drużyna                          | Kierowcy                                                                        | Okrążeń |
| ------ | ---------- | --- | -------------------------------- | ------------------------------------------------------------------------------- | ------- |
| 1      | GT3 Pro    | 33  | Audi Sport Team WRT              | Greg Franchi Timo Scheider Mattias Ekström                                      | 545     |
| 2      | GT3 Pro    | 76  | Need for Speed Team Schubert     | Edward Sandström Dirk Werner Claudia Hürtgen                                    | 543     |
| 3      | GT3 Pro    | 35  | Black Falcon                     | Kenneth Heyer Thomas Jäger Stéphane Léméret                                     | 535     |
| 4      | GT3 Pro    | 32  | Audi Sport Team WRT              | Bert Longin Filipe Albuquerque Stéphane Ortelli                                 | 534     |
| 5      | GT3 Pro    | 29  | Vita4One                         | Matteo Bobbi Giacomo Petrobelli Frank Kechele                                   | 531     |
| 6      | GT3 Pro-Am | 20  | SOFREV Auto Sport Promotion      | Franck Morel Jean-Luc Beaubélique Ludovic Badey Guillaume Moreau                | 530     |
| 7      | GT3 Pro-Am | 90  | Team Preci-Spark                 | David Jones Godfrey Jones Mike Jordan                                           | 529     |
| 8      | GT3 Pro    | 3   | Hexis AMR                        | Pierre-Brice Mena Julien Rodrigues Yann Clairay                                 | 527     |
| 9      | GT3 Pro-Am | 50  | AF Corse                         | Jack Gerber Matt Griffin Niki Cadei Marco Cioci                                 | 526     |
| 10     | GT3 Pro-Am | 43  | Faster Racing by DB Motorsport   | Jeroen de Boer Simon Knap David Hart                                            | 521     |
| 11     | GT3 Pro    | 41  | Marc VDS Racing Team             | Markus Palttala Antoine Leclerc Jonathan Hirschi                                | 521     |
| 12     | GT3 Pro-Am | 38  | Black Falcon                     | Andrii Lebed Bret Curtis Peter van der Kolk Jeroen van der Heuvel               | 518     |
| 13     | GT3 Pro-Am | 23  | United Autosports                | Zak Brown Richard Dean Johnny Herbert Stefan Johansson                          | 512     |
| 14     | GT3 Pro    | 98  | Audi Sport Team Phoenix          | Marcel Fässler Andrea Piccini Mike Rockenfeller                                 | 510     |
| 15     | GT3 Pro    | 4   | Hexis AMR                        | Henri Moser Stef Dusseldorp Frédéric Makowiecki                                 | 510     |
| 16     | GT3 Pro-Am | 16  | KRK Racing Team Holland          | Raf Vanthoor Marius Ritskes Bernhard van Oranje Dennis Retera                   | 504     |
| 17     | GT3 Gent   | 19  | Level Racing                     | Philippe Broodcoren Christoff Corten Kurt Dujardin Mathijs Herkema              | 493     |
| 18     | GT3 Gent   | 124 | Mühlner Motorsport               | Sebastian Asch Tim Bergmeister Jochen Krumbach Martin Rich                      | 493     |
| 19     | GT3 Pro-Am | 12  | United Autosports                | Arie Luyendyk Alain Li Richard Meins Henri Richard                              | 490     |
| 20     | GT3 Pro-Am | 79  | Ecurie Ecosse Barwell Motorsport | Oliver Bryant Andrew Smith Alasdair McCaig Joe Twyman                           | 489     |
| 21     | GT4        | 63  | RJN Motorsport                   | Jordan Tresson Christopher Ward Alex Buncombe                                   | 476     |
| 22     | GT3 Gent   | 116 | Signa Motorsport                 | Patrick Chaillet Thierry de Latre du Bosqueau Benoit Galand Christophe Geoffroy | 473     |
| 23     | GT3 Pro-Am | 60  | McLaren GT VonRyan Racing        | Adam Christodoulou Glynn Geddie Phil Quaife Roger Wills                         | 469     |
| 24     | GT3 Gent   | 82  | GCR                              | Dominique Nury Bernard Salam Jean-Marc Merlin Guy Clairay                       | 467     |
| 25     | GT4        | 100 | DVB Racing                       | Christophe Legrand Raffaele Sangiuolo Giuseppe de Pasquale Wolfgang Haugg       | 465     |
| 26     | GT3 Pro-Am | 92  | Marc VDS Racing Team             | Marc Duez Jean-Michel Martin Éric Bachelart                                     | 444     |
| 27     | Cup        | 57  | RMS                              | Manuel Nicolaïdis Fabio Spirgi Richard Feller Olivier Baron                     | 442     |
| 28     | GT3 Gent   | 85  | VDS Racing Aventures             | Raphaël Van Der Straten José Close Julien Schroyen Benjamin Bailly              | 437     |
| 29     | Cup        | 161 | Freeman Gepa 161                 | Pascal Muller Patrick Geladé Didier Grandjean Dominique Sandona                 | 405     |
| 30 DNF | GT3 Pro-Am | 888 | Haribo Team Manthey              | Richard Westbrook Christian Menzel Mike Stursberg Hans Guido Riegel             | 485     |
| 31 DNF | Cup        | 56  | RMS                              | Marc Faggionato Thierry Prignaud Thierry Stépec Franck Racinet                  | 470     |
| 32 DNF | GT3 Pro-Am | 44  | Faster Racing by DB Motorsport   | Hoevert Vos Harrie Kolen Xavier Maassen Archie Hamilton                         | 432     |
| 33 DNF | GT3 Pro    | 10  | SOFREV Auto Sport Promotion      | Patrice Goueslard Olivier Pla Julien Jousse                                     | 374     |
| 34 DNF | GT3 Pro-Am | 55  | Graff Racing                     | Philippe Haezebrouck Mike Parisy Gilles Vannelet Massimo Vignali                | 367     |
| 35 DNF | GT3 Pro-Am | 54  | Graff Racing                     | Olivier Panis Eric Debard Grégoire Demoustier Nicolas Lapierre                  | 364     |
| 36 DNF | GT3 Pro    | 75  | Prospeed Competition             | Jan Heylen Marc Goossens Maxime Soulet                                          | 331     |
| 37 DNF | GT3 Pro-Am | 6   | Rhino's Leipert Motorsport       | Ricardo Bravo Lourenço Beirão da Veiga Duarte Félix da Costa Mika Vähämaki      | 329     |
| 38 DNF | GT3 Gent   | 22  | Sport Garage                     | Lionel Comole André Alain Corbel Thomas Duchêne Eric Vaissière                  | 319     |
| 39 DNF | GT4        | 70  | Lotus Sport Italia               | Gianni Giudici Edoardo Piscopo Greg Mansell Leo Mansell                         | 315     |
| 40 DNF | GT3 Pro    | 1   | Vita4One                         | Jean-Karl Vernay Eric van de Poele Nico Verdonck                                | 251     |
| 41 DNF | Cup        | 36  | De Lorenzi Racing                | Sergio Negroni Stefano Crotti Roberto Fecchio Giorgio Piodi                     | 239     |
| 42 DNF | GT4        | 103 | Speed Lover                      | Christophe Bigourie Sven van Laere Peter van Audenhove René Marin               | 235     |
| 43 DNF | GT3 Pro    | 9   | AutOrlando Sport                 | Paolo Ruberti Gianluca Roda Raffaele Gianmaria                                  | 233     |
| 44 DNF | GT3 Pro    | 99  | Audi Sport Team Phoenix          | Marc Basseng Christopher Haase Frank Stippler                                   | 224     |
| 45 DNF | GT3 Pro-Am | 26  | Delahaye Racing                  | Frédéric Bouvy Damien Coens Christian Kelders Jean-Luc Blanchemain              | 215     |
| 46 DNF | Cup        | 104 | Speed Lover                      | Michel De Coster Rik Renmans Oskar Slingerland Tom Langeberg                    | 200     |
| 47 DNF | GT3 Pro-Am | 42  | Sport Garage                     | Éric Cayrolle Christophe Jouet Michaël Petit Romain Brandela                    | 160     |
| 48 DNF | GT3 Pro-Am | 008 | GPR AMR                          | Eddy Renard Gavin Pickering Tomáš Enge Jan Stoviček                             | 154     |
| 49 DNF | GT3 Pro    | 15  | KRK Racing Team Holland          | Mike Hezemans Koen Wauters Anthony Kumpen                                       | 151     |
| 50 DNF | GT3 Pro-Am | 45  | Gulf Team First                  | Andrea Barlesi Frédéric Fatien Fabien Giroix Karim Al-Azhari                    | 136     |
| 51 DNF | GT3 Pro-Am | 123 | Mühlner Motorsport               | Armand Fumal Jérôme Thiry Christian Lefort Carl Rosenblad                       | 131     |
| 52 DNF | GT3 Pro-Am | 18  | De Lorenzi Racing                | Gianluca de Lorenzi Alessandro Bonetti Beniamino Caccia Lorenzo Bontempelli     | 128     |
| 53 DNF | GT3 Pro-Am | 11  | United Autosports                | Mark Blundell Mark Patterson Eddie Cheever Matthew Bell                         | 112     |
| 54 DNF | GT3 Pro    | 40  | Marc VDS Racing Team             | Marc Hennerici Maxime Martin Bas Leinders                                       | 102     |
| 55 DNF | GT3 Pro    | 58  | McLaren GT                       | Rob Bell Chris Goodwin Tim Mullen                                               | 88      |
| 56 DNF | GT3 Pro-Am | 51  | AF Corse                         | Yannick Mallégol Jean-Marc Bachelier Howard Blank                               | 69      |
| 57 DNF | GT3 Pro-Am | 24  | Blancpain-Reiter                 | Marc Hayek Peter Kox Jos Menten                                                 | 65      |
| 58 DNF | GT3 Pro-Am | 74  | Prospeed Competition             | Paul van Splunteren Bryce Miller Nicolas de Crem Ludovic Sougnez                | 43      |
| 59 DNF | GT3 Pro    | 25  | Blancpain-Reiter                 | Eugenio Amos Nikolaus Mayr-Melnhof Albert von Thurn und Taxis                   | 36      |
| 60 DNF | GT3 Gent   | 78  | GPR AMR / Grivegnée              | Pierre Grivegnée Jean-Pierre Vandewauwer Alex van de Poele                      | 19      |
| 61 DNF | GT3 Pro    | 59  | McLaren GT                       | Andrew Kirkaldy Oliver Turvey Álvaro Parente                                    | 2       |
| DSQ    | GT3 Pro-Am | 2   | Vita4One                         | Niek Hommerson Louis Machiels Michael Bartels Andrea Bertolini                  | 401     |

DNF – did not finished, nie ukończył wyścigu.